# 李亲武
李亲武（1930年—2021年），江西万年人，抗美援朝战斗英雄、一等功臣、优秀共产党员、朝鲜民主主义人民共和国一级战士、江西省劳动模范 、上饶市劳动模范、上饶市第一届共产党代表大会代表。

## 生平
1950年参加中国人民志愿军四十军一二零师三五八团，1953年5月27日晚，李亲武所在的连队接到命令，要求在29日拂晓前拿下055高地，3天之内攻占梅岘里。在28日晚的战斗中，李亲武一人炸掉三个地堡，但也造成自己二等乙级残废，所在连队也在一个半小时内拿下055高地，并连续打退联合国军3次反扑，歼敌一个营约500余人，俘虏150多人。因此李亲武荣立个人一等功，并获朝鲜民主主义人民共和国一级战士荣誉勋章。1953年6月加入中国共产党。1954年4月，进入江西省清江革命残疾人学校学习。1956年，复员回到万年县进入万年县工商局参加工作。1980年10月，因病退休。2000年9月，李亲武被江西省人民政府授予江西省劳动模范；上饶市政府授予上饶市劳动模范。2001年、2002年、2007年被万年县委评为优秀共产党员，2019年被评为万年县首届最美退役军人。2021年1月7日凌晨2时20分因病逝世，享年90岁。

## 生前期望
李亲武：“就是希望自己能够有一天去到朝鲜曾经战斗过的地方看一看，同时，找到那位挽救过自己生命的朝鲜护士，当面向她表示感谢！祝愿中朝友谊万古长青！”